# Miss Perú 2024
Miss Perú 2024 fue la 72.ª edición de Miss Perú. Se llevó a cabo el 9 de junio de 2024 en la Plaza Grau, Callao. Al final del evento Camila Escribens, Miss Perú 2023, coronó a Tatiana Calmell de Talara como su sucesora. Asimismo, fue la primera edición, después de la pandemia de COVID-19, en contar con público en general.

## Resultados
La ganadora de esta edición representará al Perú en la 73.ª edición de Miss Universo.
| Posiciones                       | Concursante |
| -------------------------------- | --- |
| Miss Perú 2024                   | - Talara - Tatiana Calmell del Solar |
| Primera finalista                | - Perú USA - Luren Marquez |
| Segunda finalista                | - Loreto - Vanessa Medina |
| Miss Perú Internacional 2024     | - Ica - Sofía Cajo |
| Reina Hispanoamericana Perú 2025 | - Huanchaco - Nikita Palma |
| Top 10                           | - Apurímac - Wendy Ausejo - Barranco - Maruxa Salcedo - Callao - Kassandra Ward - Lima Capital - Tatiana Merel - Trujillo - Noelia Castagnola      |
| Top 15                           | - Curvy - Nayaj Gámez - Huancavelica - Massiel Suárez - Junín - Brigitte Oro - Lima Centro - Alexandra Hayashi - Punta Hermosa - Giordana Carrillo |

- § Elegidas como Reinas Regionales para completar el Top 15.

### Reinas Regionales
| Región | Concursante               |
| ------ | ------------------------- |
| Costa  | - Curvy - Nayaj Gámez     |
| Sierra | - Apurímac - Wendy Ausejo |
| Selva  | - Loreto - Vanessa Medina |

### Orden de clasificación
| Top 15          | Top 10       | Top 3    |
| --------------- | ------------ | -------- |
| Curvy           | Ica          | Perú USA |
| Apurímac        | Loreto       | Talara   |
| Loreto          | Lima Capital | Loreto   |
| Huanchaco       | Perú USA     |          |
| Trujillo        | Huanchaco    |          |
| Lima Capital    | Barranco     |          |
| Huancavelica    | Trujillo     |          |
| ' Punta Hermosa | Apurímac     |          |
| Perú USA        | Talara       |          |
| Callao          | Callao       |          |
| Talara          |              |          |
| Lima Centro     |              |          |
| Ica             |              |          |
| Barranco        |              |          |
| Junín           |              |          |

## Jurado
El jurado está conformado por:
- Jeff Lee - CEO de DIBS Beauty (Presidente del Jurado)

- Alessia Rovegno - Miss Perú 2022
- Romina Lozano - Miss Perú 2018
- Maricielo Gamarra - Reina Hispanoamericana 2023
- Andrea Rubio -  Miss International 2023
- Varo Vargas - Mister Supranational 2021
- Patricia Lopez Ruíz - Señorita Colombia 1986
- Víctor Álvarez

## Candidatas

#### Reinas departamentales y provinciales
24 candidatas confirmadas:
| Representa      | Candidata                      | Edad | Posición          |
| --------------- | ------------------------------ | ---- | ----------------- |
| Amazonas        | Karen Gutiérrez Torres         | 23   |                   |
| Áncash          | Sabrina Herazo                 | 20   |                   |
| Apurímac        | Wendy Anggie Ausejo Huaraca    | 23   | Top 10            |
| Arequipa        | Jimena Brendali Añazco Peralta | 20   |                   |
| Arequipa Región | Valeria Velarde Rodríguez      | 27   |                   |
| Callao          | Kassandra Naomi Ward Moreno    | 19   | Top 10            |
| Curvy           | Nayaj Gámez Pumarada           | 32   | Top 15            |
| Cusco           | Sheyla Joan Luna Galindo       | 26   |                   |
| Huaraz          | Maricarmen Alfaro Amez         |      |                   |
| Ica             | Sayda Melody Munayco Aroste    | 24   |                   |
| Jaén            | Lisset Malca Ramos Ramírez     | 24   |                   |
| Junín           | Briggite Ore Soto              | 28   | Top 15            |
| La Libertad     | Jazmín Zarzar Castro           | 24   |                   |
| Lambayeque      | Angie Marisol Coronel Anton    |      |                   |
| Lima Centro     | Alexandra Hayashi Ruíz         | 25   | Top 15            |
| Lima Este       | Alejandra Valdez               |      |                   |
| Lima Norte      | Pamela Adrianzén Torero        | 30   |                   |
| Lima Oeste      | Vallery Melo                   | 27   |                   |
| Lima Región     | Fátima Rivas Pardo             | 24   |                   |
| Loreto          | Vanessa Medina                 | 26   | Segunda finalista |
| Piura           | Gabriela Moncada Rentería      | 27   |                   |
| Puno            | Mayra Cueva                    | 27   |                   |
| Tacna           | Romina Osorio                  |      |                   |
| Tumbes          | Celeste Loayza                 | 23   |                   |

#### Retadoras
11 candidatas confirmadas
| Representa    | Candidata                               | Edad | Posición                |
| ------------- | --------------------------------------- | ---- | ----------------------- |
| Barranco      | Maruxa Salcedo                          | 28   | Top 10                  |
| Huancavelica  | Massiel Suarez Rivas                    | 23   | Top 15                  |
| Huanchaco     | Nikita Palma Gárate                     | 24   | Top 5                   |
| Ica Región    | Sofia Cajo                              | 26   | Top 5                   |
| La Punta      | Lady Cervantes                          | 37   |                         |
| San Martín    | Lisa Salazar                            | 29   |                         |
| Lima Capital  | Tatiana Merel                           | 35   | Top 10                  |
| Talara        | Tatiana Andrea Calmell del Solar Ortega | 29   | Miss Perú Universo 2024 |
| Trujillo      | Noelia Castagnola Tello                 | 25   | Top 10                  |
| Perú USA      | Luren Marquez                           | 25   | Primera finalista       |
| Punta Hermosa | Giordana Carrillo                       | 33   | Top 15                  |

## Premios especiales

#### Miss Fotogénica
| Posición      | Representa    | Candidata                 |
| ------------- | ------------- | ------------------------- |
| Ganadora      | Punta Hermosa | Giordana Carrillo         |
| 1.ª finalista | Talara        | Tatiana Calmell del Solar |
| 2.ª finalista | Lima Centro   | Alexandra Hayashi Ruíz    |

## Sobre las regiones y provincias en Miss Perú 2024

#### Debutantes
- Curvy

#### Retiros
- Ayacucho
- Cajamarca
- Chincha
- Lambayeque
- Moquegua
- Puno
- Ucayali